# Diözese
Eine Diözese, auch Bistum, ist ein territorial abgegrenzter kirchlicher Verwaltungsbezirk. Im Bereich der orthodoxen Kirchen entspricht dem die Eparchie. Die Bezeichnung Diözese leitet sich von der Untergliederung des spätantiken Römischen Reiches in Diözesen her. Der Ausdruck Bistum (von Bischoftum) hingegen bezieht sich auf das Jurisdiktionsgebiet eines Bischofs. Alte Bezeichnungen dafür sind Sprengel oder Kirch(en)sprengel, die meist nur noch für Pfarreien verwendet werden (allerdings ist die Nordkirche in drei Sprengel aufgeteilt, die jeweils von einem Bischof oder einer Bischöfin geleitet werden). Als Bistum wird auch das Mensalgut (die Pfründe) eines Bischofs als Körperschaft öffentlichen Rechts bezeichnet.

## Griechenland und Römisches Reich
Das Wort Diözese (griech. διοίκηση dioikese oder διοίκησις dioikesis, Verwaltung/Geschäftsführung/Administration eines Unternehmens, einer Organisation, einer staatlichen Einrichtung, einer πόλις, latinisiert dioecesis) bezeichnete im alten Rom die staatliche Finanzverwaltung und wurde von Kaiser Diokletian (284–305) aufgegriffen, als er das Reich neu untergliederte. Diese Untergliederung wurde in der folgenden Spätantike beibehalten.
Die Regionaleinteilung Diokletians wurde im 4. Jahrhundert von der alten Kirche für die geographische Strukturierung ihrer Einflusssphäre übernommen. Während die orthodoxen Kirchen für übergeordnete Struktureinheiten die Bezeichnung Eparchie verwenden, kam im katholischen Westen ab dem 13. Jahrhundert der Ausdruck Diözese allgemein in Gebrauch, im deutschsprachigen Raum auch Bistum. Diese Form des Kirchenaufbaus wird außer in der katholischen Kirche noch in verschiedenen anderen Kirchen verwendet, z. B. in der orthodoxen Kirche, der anglikanischen Kirche, der methodistischen Kirche, altkatholischen Kirche und Teilen des Luthertums.

## Römisch-katholische Kirche
In der römisch-katholischen Kirche ist eine Diözese eine in der Regel territorial abgegrenzte Körperschaft. Konstitutiv für eine Diözese sind nach dem Dekret Christus Dominus des Zweiten Vatikanischen Konzils der Bischof, Presbyterium und Gottesvolk. Zudem ist eine Diözese in der Regel an einen Ritus gebunden.
Neben territorialen kann es auch personal-umschriebene Diözesen geben. Dazu gehören die Teilkirchen für die Gläubigen eines anderen Ritus auf dem Gebiet einer oder mehrerer lateinischer Teilkirchen oder die Militärordinariate.
Im Jahr 2023 gab es in der römisch-katholischen Kirche 3.036 Diözesen. Jede Diözese gilt zugleich als Partikularkirche der römisch-katholischen Kirche. Für die Errichtung neuer Diözesen ist der Papst zuständig. Eine Diözese muss in Pfarreien untergliedert sein, die zu Dekanaten zusammengefasst werden können.

### Errichtung
Die Errichtung, Umschreibung und Aufhebung von Diözesen ist in der Regel dem Apostolischen Stuhl vorbehalten (373  CIC). Eine Ausnahme hiervon macht lediglich das Kanonische Recht der Orientalischen Kirchen (CCEO), das dem Patriarchen und der jeweiligen Synode gewisse Rechte bei der Errichtung, Neuumschreibung und Aufhebung von Diözesen zuweist. In diesem Fall ist der Apostolische Stuhl jedoch zumindest zu konsultieren.
Bei der Errichtung, Umschreibung oder Aufhebung von Diözesen ist die betreffende Bischofskonferenz zu hören (372, § 2  CIC). Zudem kann es, wie in Deutschland, aufgrund von Verträgen notwendig sein, für die Errichtung oder Umschreibung von Diözesen Vereinbarungen mit den betreffenden Staaten zu treffen.

### Gliederung
Jede Diözese ist in Pfarreien zu untergliedern (374  CIC). Dies gilt auch für die Personaldiözesen. In Militärordinariaten findet eine entsprechende Gliederung statt, die von Fall zu Fall verschieden sein kann. Angehörige des Militärordinariates sind rechtlich nicht vollständig aus ihrer Diözese ausgegliedert, wie es die Angehörigen der gegenwärtig bestehenden Personalprälatur, des Opus Dei, nicht sind.

### Leitung
Vorsteher einer Diözese ist der Bischof. Dieser besitzt volle Jurisdiktion und wird daher auch, zur Unterscheidung vom Titularbischof (Weihbischof), Diözesanbischof genannt. Er ist zur Residenz in seiner Diözese verpflichtet (395  CIC).
Vertreter des Bischofs ist der Generalvikar, dem die ausführende Gewalt zukommt, die auch der Bischof innehat. Keinen Anteil dagegen hat er an der gesetzgeberischen Gewalt des Diözesanbischofs. Zudem soll er nicht an der richterlichen Gewalt teilhaben. Die Ernennung eines Generalvikars durch den Diözesanbischof ist verpflichtend (475, § 1  CIC).
Neben dem Generalvikar können durch den Diözesanbischof Bischofsvikare bestellt werden, denen für einen bestimmten Aufgabenbereich die Kompetenzen des Generalvikars zukommen.
Der Vertreter des Bischofs in der kirchlichen Gerichtsbarkeit ist der Offizial und in der Priesterausbildung der Regens. Einigen Bischöfen ist zur Unterstützung in der Weihegewalt ein Weihbischof beigegeben, der jedoch, obwohl in der Weihe voll und ganz Bischof, in allem vom Diözesanbischof abhängig ist. In Ausnahmefällen kann vom Apostolischen Stuhl eine Visitation durch einen Apostolischen Visitator angeordnet werden.

### Zusammenschluss von Diözesen

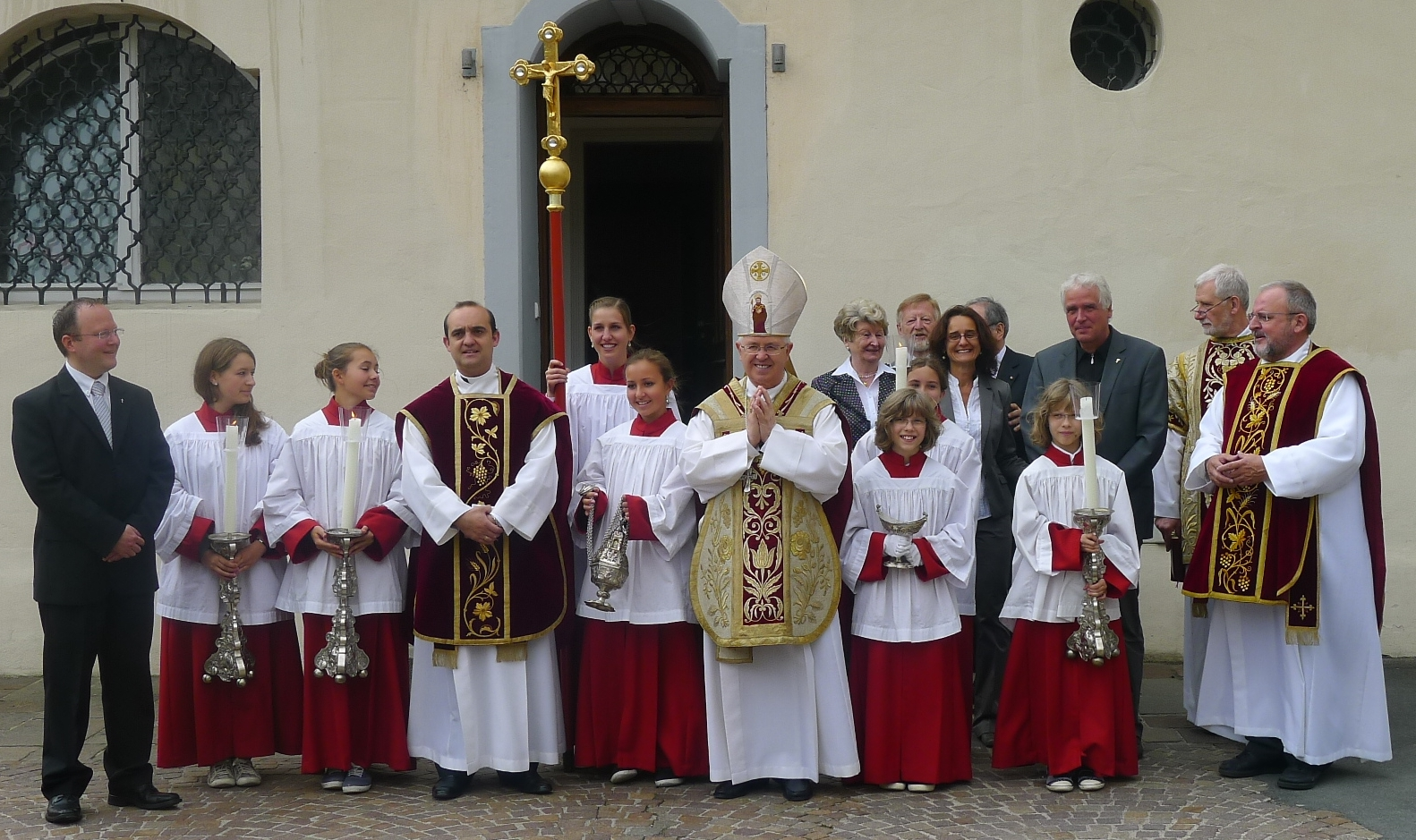
Erzbischof Julian Barrio Barrio bei einem Besuch in Biberach/Riß am Jakobsweg

Eine Diözese ist gewöhnlich mit anderen Diözesen zu einer Kirchenprovinz zusammengeschlossen. Der Vorsteher einer Kirchenprovinz trägt den Titel Metropolit. Dieser ist selbst Diözesanbischof einer Diözese der Kirchenprovinz, die als Erzdiözese oder Erzbistum bezeichnet wird. Es gibt jedoch Diözesen, die keiner Kirchenprovinz angehören und direkt dem Apostolischen Stuhl (Papst) unterstehen, so zum Beispiel die Diözesen in der Schweiz, das Erzbistum Vaduz und das Erzbistum Straßburg. Sie werden exemte oder immediate Diözesen genannt.
Eine Erzdiözese ist rechtlich von der Diözese nicht verschieden. Der Name zeigt eine historische Bedeutung oder den Sitz eines Metropoliten an. Die Erzdiözese bildet in letzterem Fall zusammen mit weiteren Diözesen, den Suffragandiözesen, die Kirchenprovinz. In seltenen Fällen kann eine Erzdiözese auch Suffragan einer weiteren Erzdiözese sein. So untersteht z. B. die Erzdiözese Aix dem Metropoliten in Marseille.

### Umgrenzung
Üblicherweise halten sich die Diözesangrenzen der römisch-katholischen Kirche an politische Grenzen. Entsprechend bilden die Bischöfe eines Landes eine Bischofskonferenz. Nur in wenigen Fällen wie in der Karibik, im Nahen Osten oder beim Bistum Urgell erstreckt sich eine Diözese über mehrere Länder. In Deutschland umfassten zur Zeit der deutschen Teilung die (Erz-)Bistümer Osnabrück, Paderborn, Fulda, Würzburg und Berlin west- und ostdeutsche Gebiete.
Die Größe der Diözesen ist von Land zu Land verschieden, im Allgemeinen sind die Bistümer in den altchristlichen Gebieten der Mittelmeerländer sowohl von der Fläche als auch von der Bevölkerungszahl her wesentlich kleiner als in später christianisierten Gebieten wie Deutschland.

### Ersatzformen der Diözese
Faktisch im Range einer Diözese stehen auch die Jurisdiktionsbezirke in Missionsgebieten, wie Mission sui juris, Apostolische Präfektur, Apostolisches Vikariat und Apostolische Administratur. Gleiches gilt für die Territorialabteien und Territorialprälaturen. Die Vorsteher dieser Teilkirchen sind den Diözesanbischöfen rechtlich gleichgestellt. Siehe auch: Partikularkirche.

### Diözesen in deutschsprachigen Ländern

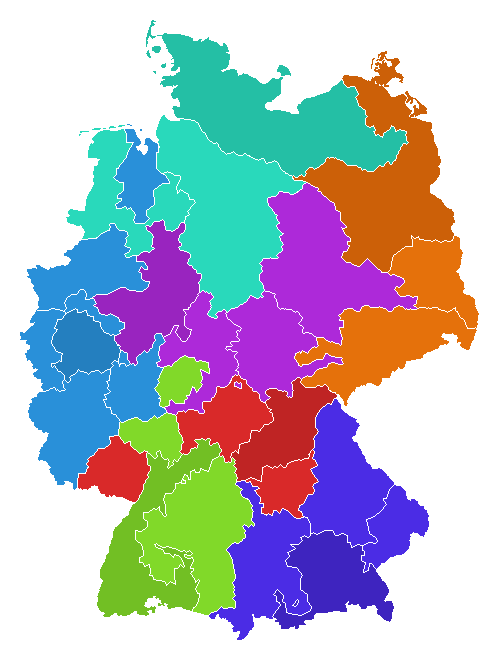
27 Bistümer in Deutschland

#### Deutschland
In der römisch-katholischen Kirche in Deutschland gibt es (Stand 2024) 27 Bistümer (7 Erzbistümer und 20 Bistümer).
1. Erzbistum Bamberg: Bistum Eichstätt, Bistum Speyer, Bistum Würzburg
2. Erzbistum Berlin: Bistum Dresden-Meißen, Bistum Görlitz
3. Erzbistum Freiburg: Bistum Mainz, Diözese Rottenburg-Stuttgart
4. Erzbistum Hamburg: Bistum Hildesheim, Bistum Osnabrück
5. Erzbistum Köln: Bistum Aachen, Bistum Essen, Bistum Limburg, Bistum Münster, Bistum Trier
6. Erzbistum München und Freising: Bistum Augsburg, Bistum Passau, Bistum Regensburg
7. Erzbistum Paderborn: Bistum Erfurt, Bistum Fulda, Bistum Magdeburg

#### Österreich
In Österreich gibt es zwei Erzdiözesen, die die Kirchenprovinzen darstellen, und sieben territoriale Diözesen (Suffragandiözesen), weiters eine Militärdiözese und eine Territorialabtei (Immediat, direkt dem Heiligen Stuhl unterstellt). Die Grenzen der Diözesen entsprechen dabei weitgehend denen der österreichischen Bundesländer, die Erzdiözese Wien umfasst aber neben der Stadt selbst auch einen Teil Niederösterreichs, und der Osten Nordtirols gehört zur Erzdiözese Salzburg.
- Erzdiözese Salzburg (errichtet 798) mit den Suffragandiözesen:
  - Diözese Feldkirch
  - Diözese Graz-Seckau
  - Diözese Gurk-Klagenfurt
  - Diözese Innsbruck
- Erzdiözese Wien (errichtet 1469) mit den Suffragandiözesen:
  - Diözese Eisenstadt
  - Diözese Linz
  - Diözese St. Pölten
- Österreichische Militärdiözese (errichtet 1986)
- Territorialabtei Wettingen-Mehrerau (1854)

#### Schweiz

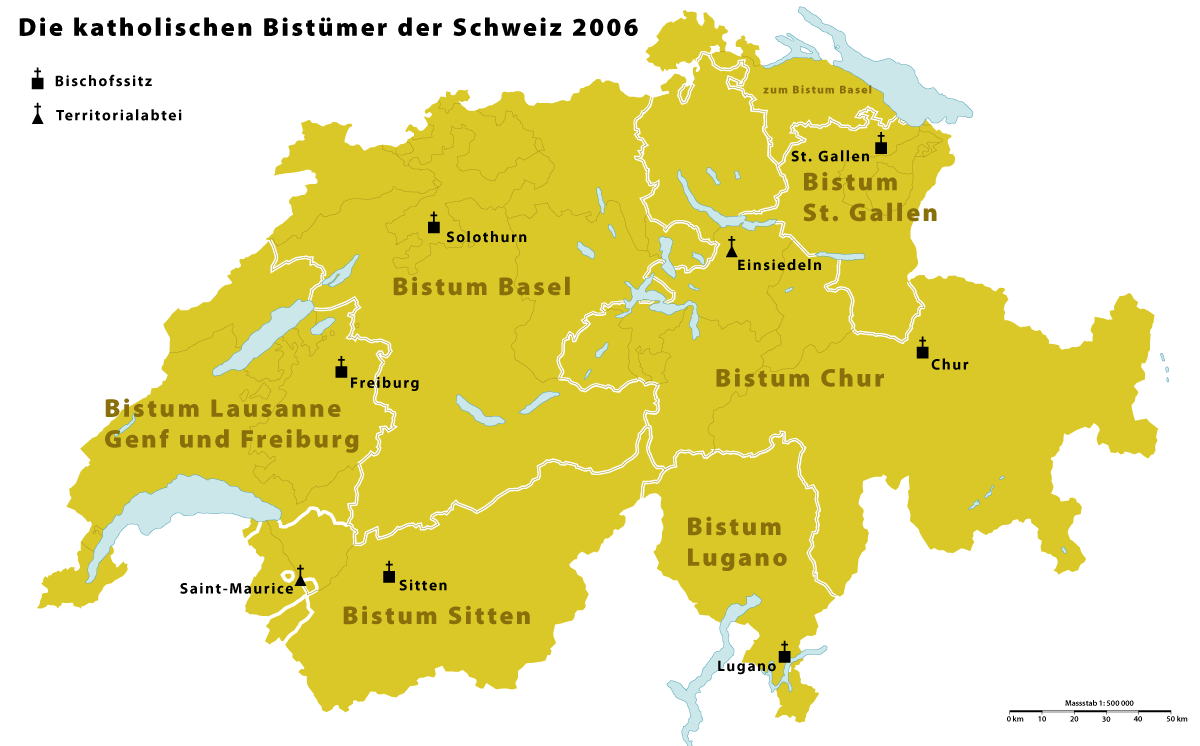
Karte der Bistumseinteilung der Schweiz 2006

In der Schweiz gibt es keine Erzdiözesen mit einer Kirchenprovinz. Die Aufgaben einer Erzdiözese übernimmt direkt die römische Kurie. Die Schweizer Diözesen sind demnach allesamt immediat (auch als exemt bezeichnet). Dies ist in der römisch-katholischen Kirche eine Besonderheit, welche schon verschiedentlich in der Diskussion stand.
Es bestehen sechs Diözesen (üblicherweise als Bistümer bezeichnet):
- Bistum Basel mit Bischofssitz in Solothurn
- Bistum Chur
- Bistum Lausanne, Genf und Freiburg mit Bischofssitz in Freiburg
- Bistum Lugano
- Bistum St. Gallen
- Bistum Sitten

Weiter gibt es die zwei Territorialabteien Abtei Saint-Maurice und Abtei Maria Einsiedeln.

#### Liechtenstein
Das Fürstentum Liechtenstein bildet das Erzbistum Vaduz, das direkt der römischen Kurie unterstellt ist.

#### Luxemburg
Das Großherzogtum Luxemburg bildet das Erzbistum Luxemburg.

#### Belgien

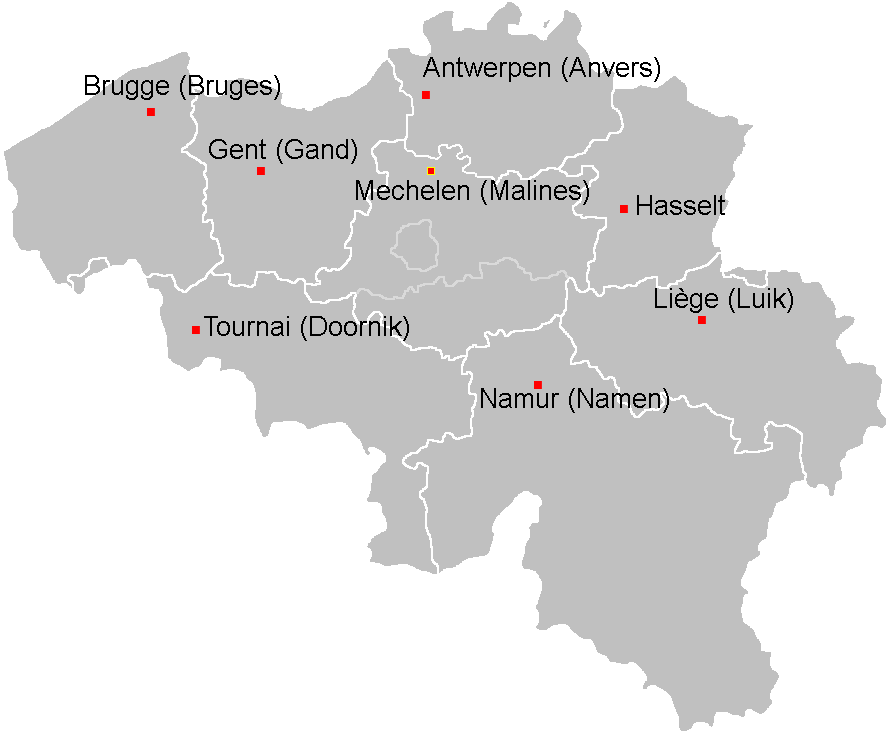
Karte der Bistumseinteilung in Belgien

Die katholische Kirche von Belgien besteht aus einer Kirchenprovinz mit acht Bistümern. Der Erzbischof ist zugleich Primas.
- Erzbistum Mecheln-Brüssel
- Bistum Antwerpen
- Bistum Brügge
- Bistum Gent
- Bistum Hasselt
- Bistum Lüttich
- Bistum Namur
- Bistum Tournai

### Diözesen in anderen Ländern
Übersicht über alle katholischen Diözesen weltweit siehe: Liste der römisch-katholischen Diözesen.

### Statistik
Mitte 2019 bestanden 2241 Bistümer (wovon ca. 70 immediat waren) sowie 636 Erzbistümer. Letztere verteilten sich auf 
- 4 ostkirchliche Großerzbistümer
- 555 Metropolitanbistümer, davon
  - 5 ostkirchliche Metropolitanbistümer eigenen Rechts
  - 535 Metropolitanbistümer mit Suffraganen
  - 15 Metropolitanbistümer ohne Suffragane (Beispiele: Erzbistum Udine, Erzeparchie Kottayam)
- 77 Erzbistümer, davon
  - 22 immediate Erzbistümer (Beispiel: Erzbistum Gaeta)
  - 24 patriarchale Erzbistümer
  - 31 suffragane Erzbistümer.[14]

## Orthodoxe Kirchen
Die Orthodoxe Kirche kennt unterschiedliche Verwaltungssysteme, die im Großen und Ganzen dem der Römisch-katholischen Kirche ähneln und in den einzelnen orthodoxen Landeskirchen unterschiedlich ausgestaltet sind. In der Regel findet das griechische Wort Eparchie oder Metropolie Anwendung, wobei darunter nicht die römisch-katholische Kirchenprovinz zu verstehen ist. In der Orthodoxen Kirche sind die Eparchien der altchristlichen Gebiete (wie in Griechenland) meist wesentlich kleiner als diejenigen der später christianisierten Länder (wie in Russland). Das in der alten Kirche gängige Metropolitansystem (die Untergliederung eines Verbandes von Diözesen bzw. Eparchien unter einen Metropoliten), ähnlich der Kirchenprovinz, kennt nur noch die rumänisch-orthodoxe Kirche. In den griechisch-orthodoxen Kirchen trägt nahezu jeder Diözesanbischof den Titel eines Metropoliten und das Oberhaupt einer Lokalkirche, sofern es kein Patriarch ist, den eines Erzbischofes, in einzelnen Fällen aber auch den eines Metropoliten.

## Evangelische Kirchen
In den evangelischen Kirchen wurde bis in das 19. Jahrhundert eine Verwaltungseinheit mehrerer Einzelgemeinden innerhalb einer Landeskirche gelegentlich als Diözese bezeichnet (z. B. Diözesen der Altlutherischen Kirche, Kirchenprovinz Ostpreußen, der Unierten Evangelischen Kirche in Polen oder Generaldiözesen der hannoverschen Landeskirche). Der Terminus ist in der evangelischen Kirche in Deutschland nicht mehr gebräuchlich.
Die evangelische Kirche A.B. in Österreich ist in sieben Diözesen gegliedert, wobei Diözese – auch in der Kirchenverfassung – als Alternativbezeichnung zu Superintendenz verwendet wird. Auch die Evangelisch-Augsburgische Kirche in Polen ist in Diözesen untergliedert. Bei den lutherischen Landeskirchen Skandinaviens heißt der Sprengel eines Bischofs Stift, im Dänischen, Norwegischen und Schwedischen die Vokabel für Bistum.

## Anglikanische Kirche
Die Gliedkirchen der Anglikanischen Gemeinschaft sind ihrerseits ebenfalls in Bistümern organisiert.
Siehe z. B. Erzbischof von Canterbury, Liste der Diözesen der Episkopalkirche der Vereinigten Staaten von Amerika, sowie die einzelnen Artikel zu den Gliedkirchen (Querverweis in der Navigationsleiste zum Artikel über die Anglikanische Gemeinschaft).